# Erich Boltze (Diplomat)

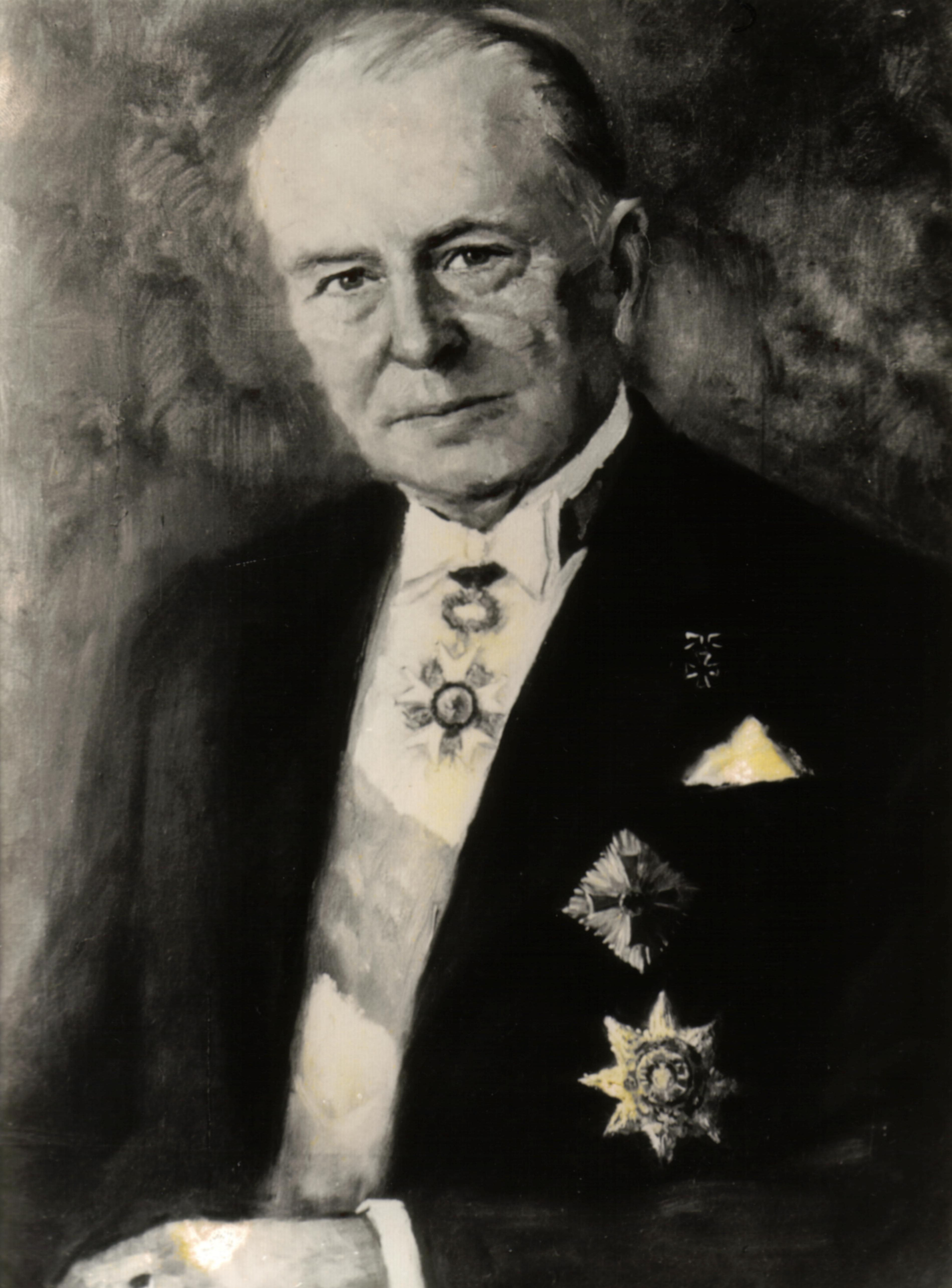
Porträt Erich Boltze

Erich Boltze (* 17. September 1891 in Trier; † 18. März 1981 in Frankfurt am Main) war ein deutscher Diplomat.

## Leben und Wirken
Boltze besuchte das Friedrich-Wilhelms-Gymnasium (Posen). Nach dem Abitur studierte er an der Eberhard Karls Universität Tübingen Rechtswissenschaft. 1910 wurde er im Corps Suevia Tübingen recipiert. Als Inaktiver wechselte er an die Friedrich-Wilhelms-Universität zu Berlin und die Rheinische Friedrich-Wilhelms-Universität Bonn. 1913/14 diente er als Einjährig-Freiwilliger beim Kürassier-Regiment „von Seydlitz“ (Magdeburgisches) Nr. 7 in Halberstadt. Im Vorbereitungsdienst am Amtsgericht Suhl wurde er im September 1915 zum Dr. iur. promoviert. Im Ersten Weltkrieg diente er bis 1918 beim Deutschen Heer.
Anschließend wurde Boltze Regierungsreferendar in Merseburg, ein Jahr später, ab Mai, dann Mitarbeiter des Auswärtigen Amtes. Zunächst in der Außenhandelsstelle tätig, wechselte er dann in das Büro des Staatssekretärs für politische Angelegenheiten. Sein erster Auslandseinsatz führte ihn an die Gesandtschaft in Stockholm. Hier trug er ab 1923 die Amtsbezeichnung Legationssekretär. Von dort wechselte er Mitte 1923 an die deutsche Gesandtschaft in Budapest. Ins Auswärtige Amt zurückgekehrt wurde er im Referat Völkerbund eingesetzt. Hier wurde er Mitglied der deutschen Völkerbunddelegation zur Genfer Abrüstungskonferenz. Dabei führte er die Amtsbezeichnung Gesandtschaftsrat. Die nächste Versetzung brachte ihn im April 1929 an die deutsche Botschaft Madrid. Als Gesandtschaftsrat 1. Klasse war er hier für etwa ein Jahr tätig. Im Jahr 1930 wechselte er an die Gesandtschaft in Den Haag. In dieser Zeit wurde er zum Ersten Gesandtschaftsrat an der Botschaft und im Sommer zum Vortragenden Legationsrat ernannt. Diese Beschäftigung endete 1937 und er verblieb daraufhin bis 1938 im Auswärtigen Amt Abteilung Protokoll als Vizeprotokollchef in Berlin. Er trat zum 1. Juli 1938 der NSDAP bei (Mitgliedsnummer 6.017.842). Danach war er ab Oktober 1938 Gesandter und Botschaftsrat in Japan. Deutscher Botschafter in Tokyo war zu jener Zeit Eugen Ott (1889–1977). Im Januar 1941 kehrte er für kurze Zeit zur kommissarischen Beschäftigung nach Berlin zurück, bis er im Januar 1942 die Leitung der deutschen Botschaft in China übernahm. Seinen Sitz hatte er in Nanking, kehrte aber ab Januar 1942 wieder nach Japan zurück. Hier wurde er im Januar 1943 als Botschaftsrat mit der Amtsbezeichnung Gesandter I. Klasse tätig.
Im April 1948 kam Erich Boltze nach Deutschland zurück. Zunächst war er freiberuflich tätig. Seit Juni 1950 wurde er bei der I.G. Farben im Liquidationsausschuss führend an der Entflechtung des ehemaligen Konzerns beteiligt. Im Jahr 1953 trat Boltze wieder in den Auswärtigen Dienst ein. Er wurde im September zunächst außerordentlicher Gesandter und bevollmächtigter Minister der Bundesrepublik Deutschland in Neuseeland, wo er die Gründung der deutschen Botschaft vorbereitete. Seine Ernennung zum Gesandten erhielt er im Sommer 1954. Im darauffolgenden Jahr wurde er in den Ruhestand versetzt. Jedoch übernahm er in der Folgezeit mehrfach Sonderaufgaben für das Auswärtige Amt. So war er 1956 Leiter einer Sachverständigendelegation in Saigon. Zwei Jahre später kam er in Vietnam zum Einsatz, leitete eine Delegation für die deutsch-luxemburgischen Ausgleichsverhandlungen und führte eine Regierungsdelegation nach Kambodscha sowie nach Laos. Ab 1961 leitete er eine Delegation nach Marokko zur Abklärung benötigter Wirtschaftshilfen. In dieser Zeit führte er die Amtsbezeichnung Botschafter. Auch den folgenden Jahren die begonnenen Ausgleichsverhandlungen weiter, war 1964 zur Neueinrichtung der diplomatischen Vertretungen der BRD in Phnom Penh und 1965 zu Sonderverhandlungen dem kambodschanischen Staatschef Prinz Norodom Sihanouk unterwegs. 

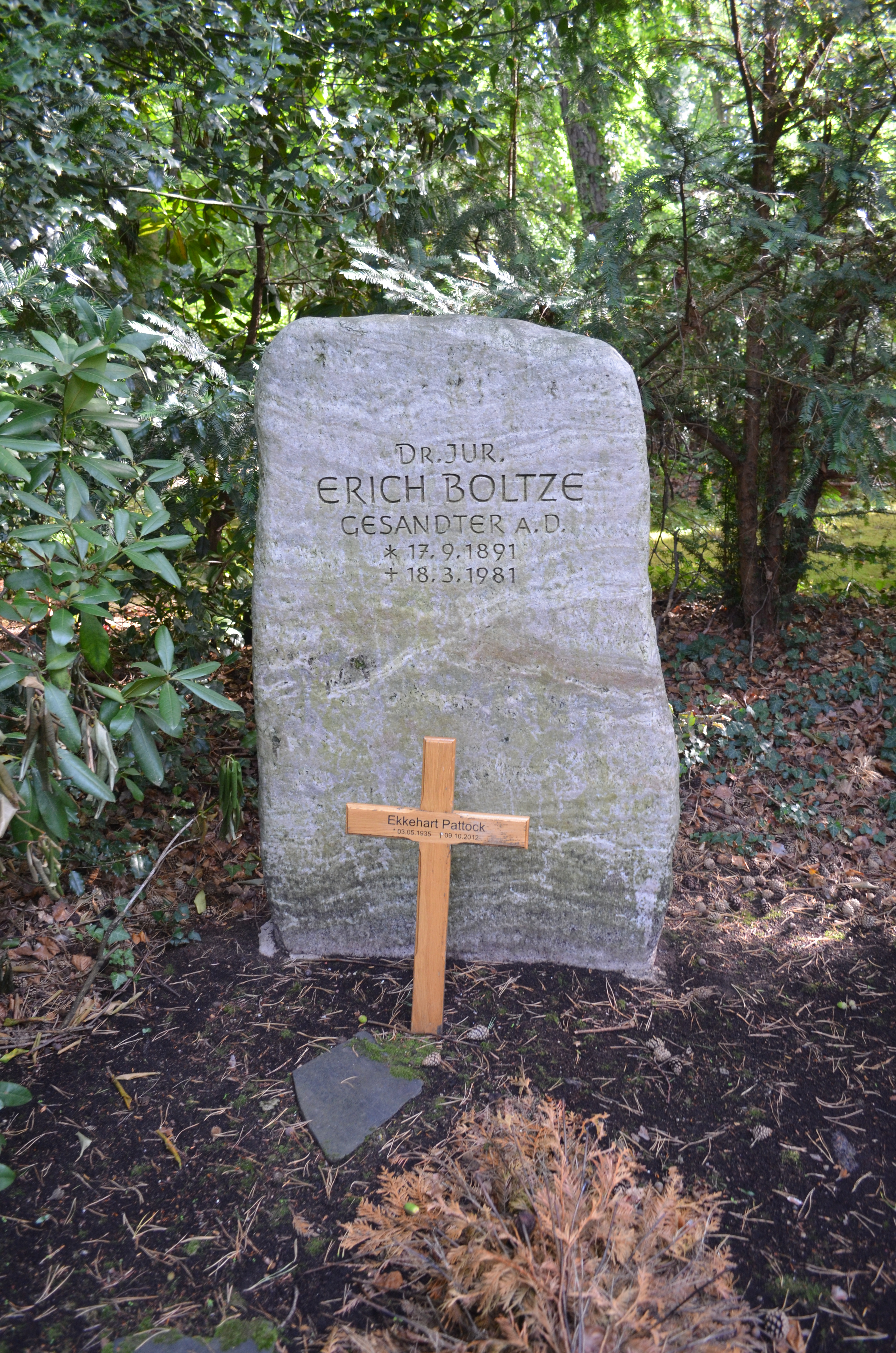
Boltzes Grab

Er starb mit 90 Jahren und wurde auf dem Waldfriedhof Oberrad beerdigt.

## Familie
Die Eltern von Erich Boltze waren der Regierungsvizepräsident Otto Boltze und dessen Ehefrau Hedwig geb. Stürcke. Sein jüngerer Bruder Friedrich Otto Boltze (1898–1983) war erster Hauptgeschäftsführer der Deutsch-Französischen Industrie- und Handelskammer in Paris und war verheiratet mit Bertha Freiin von Rotenhan. Im Mai 1939 heiratete Erich Boltze Magdalena Hartung geb. Schmidt.